# Стари Плзенец
Стари Плзенец (чеш. Starý Plzenec) град је у Чешкој Републици. Град се налази у управној јединици Плзењски крај, у оквиру којег припада округу Плзењ-град.

## Становништво
Према подацима о броју становника из 2014. године град је имао 4.955 становника.